# Cantó de Roisel
El cantó de Roisel és un cantó francès del departament del Somme, situat al districte de Péronne. Té 22 municipis i el cap és Roisel.

## Municipis
- Aizecourt-le-Bas
- Bernes
- Driencourt
- Épehy
- Fins
- Guyencourt-Saulcourt
- Hancourt
- Hervilly
- Hesbécourt
- Heudicourt
- Liéramont
- Longavesnes
- Marquaix
- Pœuilly
- Roisel
- Ronssoy
- Sorel
- Templeux-la-Fosse
- Templeux-le-Guérard
- Tincourt-Boucly
- Villers-Faucon
- Vraignes-en-Vermandois

## Història
| Data d'elecció                           | Identitat       | Partit             | Qualitat |
| ---------------------------------------- | --------------- | ------------------ | -------- |
| 1945-1949                                | Robert Ricaux   |                    |          |
| 1949-1973                                | Paul Lejeune    | radical            |          |
| 1973-1979                                | Jacques Vasseur | RI, després UDF-PR |          |
| 1979-1992                                | Pierre Druin    | PCF                |          |
| 1992-                                    | Michel Boulogne | PS                 |          |
| les dades anteriors no són pas conegudes |                 |                    |          |
|                                          |                 |                    |          |

## Demografia
| A partir de 1990: Població sense dobles comptes |